# Андреев, Алексей Петрович (генерал-майор)
Алексей Петрович Андреев (11 ноября 1896 или 11 [23] ноября 1896, Тойгильдино, Иректинская волость, Мензелинский уезд, Уфимская губерния, Российская империя — 4 мая 1975, Москва) — генерал-майор Советской Армии, участник Первой мировой и Великой Отечественной войны.

## Биография

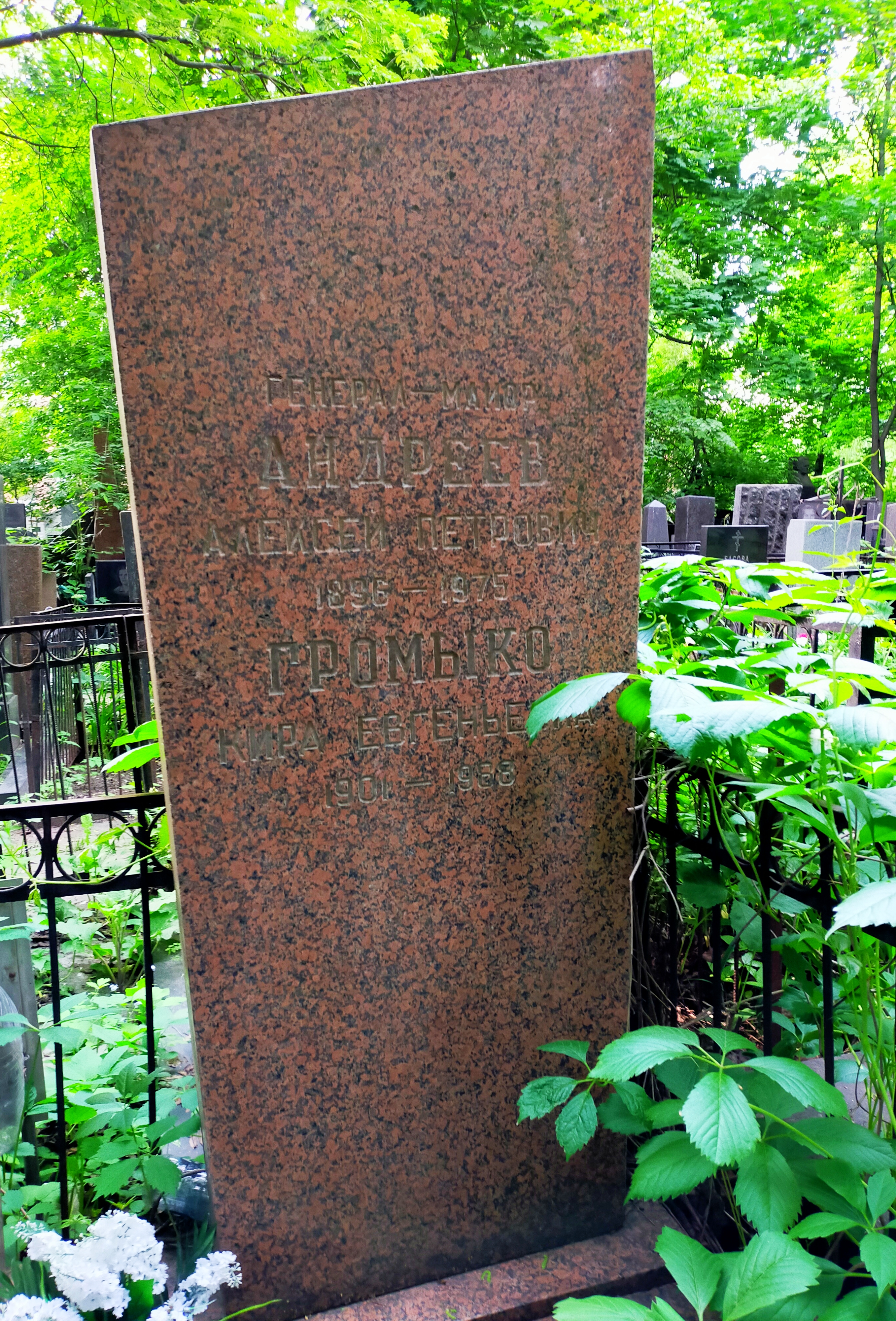
Могила А. П. Андреева на Введенском кладбище

Родился 11 ноября 1896 года в чувашской семье в деревне Тойгильдино (ныне — Муслюмовский район Татарстана). Участвовал в Первой мировой войне. В 1918 году добровольно пошёл на службу в РККА. Долгие годы служил в различных военных комиссариатах в регионах Советской России и СССР.
В августе 1941 года полковник интендантской службы Алексей Петрович Андреев был назначен старшим помощником начальника 1-го отдела Управления запасных частей и маршевых пополнений Главного управления формирования и комплектования войск РККА, затем был старшим инспектором, начальником этого же отдела. После окончания войны продолжил службу в Советской Армии. В 1946—1949 годах он занимал должность начальника Секретариата министра обороны СССР, затем в течение четырёх лет был помощником заместителя Председателя Совета Министров СССР. В 1953—1958 годах он вновь возглавлял Секретариат министра обороны СССР; был помощником Председателя Совета Министров СССР. В 1953 году ему было присвоено звание генерал-майора.
В 1958 году вышел в отставку. Проживал в Москве. Умер 4 мая 1975 года, похоронен на Введенском кладбище (уч. 29) в Москве.

## Награды
- Орден Ленина,
- два ордена Красного Знамени,
- два орден Отечественной войны 1-й степени,
- орден Красной Звезды,
- медалей
- польский орден[2].